# Tawaret
Tawaret (również Tauret (stgr.) Thoueris, Thoeris lub Toeris) – starożytne egipskie bóstwo opiekuńcze chroniące kobiety podczas ciąży, porodu i połogu, uważane za opiekunkę niemowląt i małych dzieci, strażniczkę domu i snu, wszechmocną obrończynię przed złymi duchami.
Przedstawiano ją w postaci ciężarnej hipopotamicy o obwisłych piersiach, z paszczą, ogonem, grzbietem krokodyla i łapami lwa, wspartą na amulecie sa – magicznym symbolu ochrony; niekiedy dzierżyła węzeł anch lub pochodnię, której płomień miał odpędzać złe siły.
Jej hieroglif ta-uret (tʒ.wrt) oznaczał „wielka”. Była córką boga Re, czasem uważano ją za matkę Izydy i Ozyrysa. Według Plutarcha była konkubiną Seta pod postacią samicy hipopotama, jednak opuściła go, by stanąć u boku Horusa podczas walki o tron Egiptu.
Kult jej sięga okresu predynastycznego, kiedy była znaczącą boginią, później jednak utracił swą siłę, gdy Tawaret zdegradowano do roli demona opiekuńczego. Choć nigdy nie włączono do oficjalnego panteonu egipskiego, oddawano jej cześć nie tylko w Tebach, ale i w innych rejonach. W Epoce Późnej stanowiła wraz z Besem popularną parę bóstw domowych.
Z reguły nie dedykowano jej świątyń, lecz w domostwach stawiano kapliczki w formie naosu jako opiekunce ogniska domowego, polecając jej pieczy każdego nowonarodzonego. Wizerunkami Toeris zdobiono nogi, wezgłowia i oparcia łóżek (zwłaszcza kobiet rodzących) oraz siedzenia (szczególnie przeznaczone dla kobiet), a nawet kobiece przybory toaletowe. Wyobrażenia jej umieszczano na wyrabianych z zębów hipopotama nożach magicznych o przypisywanej im właściwości unicestwiania złych demonów; występują też w winietach Księgi umarłych i na płaskorzeźbach świątyń.
Cenione funkcje opiekuńcze Tawaret sprawiały, iż powszechnie noszono jej amulety dla ochrony przed złymi urokami, uznawane w szczególności za skuteczne dla kobiet rodzących. Szczególnym elementem magii imitacyjnej były fajansowe figurki bogini, puste wewnątrz i z otworem umieszczonym w lewej piersi, z których po napełnieniu wyciekało kroplami mleko; miały one zapewniać zdrowy okres karmienia wraz z błogosławieństwem dla matki i niemowlęcia.
W egipskiej astronomii bóstwo to kojarzono z nieboskłonem północnym i powszechnie określano jako Panią Horyzontu. Pod jej postacią przedstawiano konstelację Wielkiej Niedźwiedzicy, np. w znanym wyobrażeniu zodiaku zachowanym w Denderze.